# Viola teplouchovii
Viola teplouchovii är en violväxtart som beskrevs av Sergei Vasilievich Juzepczuk. Viola teplouchovii ingår i släktet violer, och familjen violväxter. Inga underarter finns listade i Catalogue of Life.